# Multiplikatormethode
Die Multiplikatormethode ist ein marktorientiertes Verfahren zur Unternehmensbewertung. Dabei wird das in Transaktionspreisen verdichtete Preisfindungswissen des Marktes bezüglich vergleichbarer Unternehmen auf ein zu bewertendes Unternehmen zwecks Wertermittlung übertragen. Die Multiplikatormethode ist unter Praktikern beliebt, da sie einfach und rasch eine überschlägige erste Wertindikation produziert. Die Multiplikatormethode ist grundsätzlich für folgende Zwecke geeignet:
- Plausibilitätsprüfung der Unternehmenswerte, die mittels anderer Bewertungsverfahren ermittelt wurden;

- Einschätzung des Unternehmenswerts im Wettbewerb durch Vergleich der Multiplikatoren des zu bewertenden Unternehmens mit Multiplikatoren der branchenidentischen Vergleichsunternehmen;

- Bestimmung des Unternehmenswerts des zu bewertenden Unternehmens mithilfe bereits bekannter Multiplikatoren vergleichbarer Unternehmen;[2]

- Prognoseerstellung über mögliche Entscheidungen anderer Marktteilnehmer, da die Multiplikatormethode weit verbreitet ist und sich so selbst erfüllende Prophezeiungen induzieren könnten[3]

Ein weiterer Zweck liegt in der Bereitstellung eines belastbaren Argumentationswerts zur Unterstützung der Kaufpreisvorstellung eines präsumtiven Käufers bzw. Verkäufers in der Kaufpreisverhandlung über ein Unternehmen. Der Interessenkonflikt besteht in dem Verhandlungsziel des Käufers bzw. Verkäufers einen möglichst niedrigen bzw. hohen Transaktionspreis durchzusetzen. Die Multiplikatormethode stellt zur Ermittlung des Unternehmenswerts auf Marktpreise vergleichbarer Unternehmen ab und greift damit die in diesen Preisen immanente Objektivität des Marktes auf. Sonach liefert die Multiplikatormethode Ergebnisse in Sonderstellung.

## Prämissen
Gemäß der wirtschaftswissenschaftlichen Literatur müssten annähernd gleichartige Güter vergleichbare Preise aufweisen. Dabei können Unternehmen bzw. die bruchstückhaften Eigentumsrechte daran, wie z. B. Aktien, als Kapitalgüter interpretiert werden. Die Multiplikatormethode unterstellt vereinfachend einen linearen Zusammenhang zwischen dem Wert eines Unternehmens und der ausgewählten wertrelevanten Bezugsgröße, z. B. Umsatzerlöse oder EBIT. Durch die Auswahl einer Bezugsgröße werden hinsichtlich sämtlicher anderer Einflussfaktoren, die nicht Teil dieser Bezugsgröße sind, zwischen dem zu bewertenden Unternehmen und der Vergleichsunternehmensgruppe sonst gleiche Bedingungen unterstellt. Die Berücksichtigung mehrerer Bezugsgrößen ist möglich und zielführend, da dadurch einige der restriktiven ceteris paribus Annahmen hinfällig werden, was eine bessere Abbildung der Realität ermöglicht. Die Multiplikatormethode postuliert stets positive Bezugsgrößenausprägung. Ein negativer Multiplikator führte zu einem negativen Unternehmenswert, was nicht zweckmäßig wäre. Bei einem Unternehmen, das Verluste fährt, sollte also statt des Gewinns z. B. der Umsatz als regelmäßig, jedoch nicht zwingend, nichtnegative Bezugsgröße herangezogen werden. Ebenfalls ausgeschlossen sind nullwertige Bezugsgrößen, da sie zur Division durch Null führten. Bisweilen wird im einschlägigen Schrifttum festgestellt, dass Bezugswert (Dividend) und Bezugsgröße (Divisor) des Multiplikators in einer speziellen Ähnlichkeitsbeziehung zueinander stehen müssen. Damit soll vermieden werden, dass Eigenkapitalansprüche, wie etwa der Jahresüberschuss, in Beziehung zu Bezugsgrößen gesetzt werden, die den Unternehmenswert aus Eigen- und Fremdkapitalgeberperspektive darstellen. Die Missachtung dieses Grundsatzes hätte einen verzerrten Unternehmenswert zur Folge, da im Rahmen einer Unternehmensübernahme für Käufer bzw. Verkäufer der Wert des Rechts am Eigenkapital vordergründig bedeutsam ist.

## Vorgehensweise

### Bildung einer geeigneten Vergleichsunternehmensgruppe
Zur Bildung von Multiplikatoren werden Unternehmen identifiziert, die hinsichtlich des zu bewertenden Unternehmens eine höchstmögliche Vergleichbarkeit aufweisen; sie bilden die Vergleichsgruppe. Unternehmen gelten dann als untereinander vergleichbar, wenn sie bezüglich der an die Eigentümer adressierten Zahlungsströme in zeitlichem Anfall, Höhe und Unsicherheit möglichst weitgehend einander ähneln. Zudem kommen folgende äußere Unternehmensmerkmale zur Vergleichbarkeitsprüfung in Betracht:
Bearbeitung identischer bzw. vergleichbarer Märkte. Kriterien u. a.: geografische Präsenz des Marktes, Art und Umfang der gehandelten Leistungen, Marktvolumen, Distributionskanäle etc.
- Identische Phase im Produkt- bzw. Unternehmenslebenszyklus
- Vergleichbare Wachstumsaussichten;
- Vergleichbare Größenkriterien;
- Vergleichbare Forschungs- und Entwicklungsaktivitäten;
- Vergleichbare Finanzierungsstrukturen;

Dabei ist eine detaillierte Ertrags- und Cashflowanalyse der Kern der Vergleichbarkeitsprüfung; die oben genannten Unternehmensmerkmale dienen der Erweiterung der Vergleichbarkeitsanalyse.

#### Datenerhebung über die Vergleichsunternehmensgruppe
Im Weiteren werden Informationen zu den Vergleichsinformationen erhoben, zusammengestellt und aufbereitet. In Betracht kommen Größen aus der Kapitalflussrechnung und dem Jahresabschluss; denkbar sind auch nichtfinanzielle Kennzahlen, wie Anzahl der Website-Besuche. Auf Basis von Vergangenheitsdaten kommen ausschließlich normalisierte Ergebnisse in Ansatz, da einmalige Effekte die Wertermittlung verzerren würden. Bei Jahresabschlussgrößen ist zu beachten, dass diese nur vergleichbar sind, wenn sie nach denselben Rechnungslegungsvorschriften erstellt wurden. Anpassungsbedarf ergibt sich z. B. beim Umsatzrealisationszeitpunkt nach HGB und IFRS.

### Berechnung von Multiplikatoren
Zur Berechnung eines einzelnen Multiplikators wird der Bezugswert, wie z. B. die Marktkapitalisierung, ins Verhältnis zu einer Bezugsgröße, wie etwa dem EBIT, des Vergleichsunternehmens gesetzt:
{\displaystyle M={\frac {BW^{VU}}{BG^{VU}}}}
mit
{\displaystyle M} = Multiplikator
{\displaystyle BW} = Bezugswert
{\displaystyle BG} = Bezugsgröße
{\displaystyle VU} = Vergleichsunternehmen
Die Berechnungsweise veranschaulicht, dass ein Multiplikator das Vielfache einer gewählten Bezugsgröße vom Unternehmenswert in Form einer Beziehungszahl. darstellt.
Die Multiplikatoren werden anschließend als Mittelwert über alle Vergleichsunternehmen aggregiert.
Aggregation als arithmetisches Mittel:
{\displaystyle {\overline {M}}={\frac {1}{n}}\sum _{i=1}^{n}M_{i}}
Aggregation als Median:
{\displaystyle {\overline {M}}={\begin{cases}M_{\frac {n+1}{2}}\\{\frac {1}{2}}(M_{\frac {n}{2}}+M_{{\frac {n}{2}}+1})\end{cases}}}
Obere Zeile für {\displaystyle n} ungerade
Untere Zeile für {\displaystyle n} gerade
Der Median reagiert relativ unempfindlich gegenüber Ausreißern. Dadurch ist die Verzerrung des aggregierten Multiplikators durch extrem hohe bzw. niedrige Bezugsgrößenausprägungen tendenziell geringer.
Werden mehrere Bezugsgrößen berücksichtigt, müssen diese gewichtet werden. Gewichtungsfaktoren sind wie Multiplikatoren Verhältniszahlen. In den Prämissen werden nullwertige, sowie negative Bezugsgrößenausprägungen ausgeschlossen. Demnach ist die Bezugsgröße eines Multiplikators stets ratioskaliert. Das geometrische Mittel ist der passende Lageparameter für dieses Skalenniveau.
Das geometrische Mittel über Multiplikatoren unter Berücksichtigung von identischen Gewichtungsfaktoren ergibt sich nach:
{\displaystyle {\overline {M}}={\sqrt[{n}]{\prod _{i=1}^{n}}}M_{i}^{\alpha }}
mit
{\displaystyle \alpha } = Gewichtungsfaktor

### Berechnung des Unternehmenswerts

#### Wertermittlung anhand einer Bezugsgröße
Zur Berechnung des Werts des zu bewertenden Unternehmens wird der aggregierte Multiplikator der Vergleichsunternehmensgruppe mit der Bezugsgröße des zu bewertenden Unternehmens multipliziert:
{\displaystyle W^{bU}={\overline {M}}\cdot BG^{bU}}
mit
{\displaystyle W^{bU}} = Wert des zu bewertenden Unternehmens
{\displaystyle {\overline {M}}} = Mittelwert der Multiplikatoren der (einzelnen) Vergleichsunternehmen
{\displaystyle BG^{bU}} = Bezugsgröße des zu bewertenden Unternehmens
Die Bezugsgröße des zu bewertenden Unternehmens muss dieselbe sein, auf deren Basis zuvor die Multiplikatoren berechnet wurden.

#### Mehrere Bezugsgrößen bei einem Vergleichsunternehmen
In den Prämissen wird die Berücksichtigung lediglich einer Bezugsgröße problematisiert. Manche Autoren schlagen daher die Berücksichtigung mehrerer Bezugsgrößen eines einzelnen Vergleichsunternehmens vor:
{\displaystyle W^{bU}=\sum _{i=1}^{n}\alpha _{i}\cdot {\frac {BW^{VU}}{BG_{i}^{VU}}}BG_{i}^{bU}\quad {\text{mit}}\quad \sum _{i=1}^{n}\alpha _{i}=1}
Problematisch an diesem Vorschlag ist, dass die Wertermittlung nicht auf Basis einer Vergleichsunternehmensgruppe, sondern nur aufgrund eines einzelnen vergleichbaren Unternehmens erfolgt. Zwecks Ausgleich von Bewertungsfehlern früherer Transaktionen fordert die Multiplikatormethode indes eine bestimmte Mindestanzahl an vergleichbaren Unternehmen. Dieses Postulat wird durch die empfohlene Berechnungsweise nicht berücksichtigt. Erkennbar ist dies, daran, dass in der Berechnungsformel der Bezugswert des Vergleichsunternehmens nicht mit einem Summationsindex versehen ist und sich somit auf nur ein Vergleichsunternehmen referenziert.

### Bedeutung der Spannweite
Mithilfe der Spannweite können sich die präsumtiven Parteien im Vorfeld der eigentlichen Kaufpreisverhandlung auf eine preisliche Verhandlungsbasis einigen. Dabei ergibt sich aus dem betragsmäßig kleinsten bzw. größten Multiplikator der Mindest- bzw. Höchstpreis der etwaigen Transaktion. Aufgrund der in Multiplikatoren immanenten Marktobjektivität, kann der Bewertende damit zur Vorteilnahme Unternehmenswerte aufgrund anderer Verfahren argumentativ ausschließen. Die Spannweite wird folgendermaßen ermittelt:
{\displaystyle W_{S}^{bU}=W_{H}^{bU}-W_{K}^{bU}}
mit
{\displaystyle W_{S}} = Wertspannweite des zu bewertenden Unternehmens
{\displaystyle W_{H}} = Höchster Unternehmenswert
{\displaystyle W_{K}} = Kleinster Unternehmenswert

## Wertkorrekturen und finaler Unternehmenswert

### Zuschläge

#### Kontrollzuschlag
Ein Bruchstück am Eigentum eines Unternehmens beinhaltet in der Regel das Recht am Gewinn zu partizipieren, sowie ein Stimmrecht bei der Hauptversammlung. Eine einzelne Aktie ermöglicht praktisch keinen Einfluss auf die Geschäftsführung. Mit steigender Anzahl von Aktien kann der Käufer verstärkt Einfluss auf die Geschäftsführung ausüben und damit seine individuelle Strategie verfolgen. Beispielsweise soll das zu bewertende Unternehmen zwecks Synergien in einen Konzern eingegliedert werden oder neue Geschäftsfelder operationalisieren. Diese Möglichkeit begründet den Kontrollzuschlag als Preis desjenigen Vorteils, der über den bloßen Gewinnanspruch hinausreicht. In der Praxis sind Kontrollzuschläge von 20 – 50 % üblich. Ein Kontrollzuschlag entsteht entweder als Paketzuschlag durch den Kauf eines größeren Aktienpakets oder dadurch, dass der Käufer schrittweise Freefloat-Aktien am Publikumsmarkt erwirbt und dadurch Preissteigerungen auslöst.

#### Fungibilitätszuschlag
Der Fungibilitätszuschlag drückt die relativ bessere Marktgängigkeit des zu bewertenden Unternehmens hinsichtlich der Vergleichsunternehmen als Aufpreis aus. Die Börsennotierung vereinfacht die Wiederveräußerbarkeit und rechtfertigt so einen Zuschlag. Der Fungibilitätszuschlag kann sich z. B. aus einem Sockel, der die bloße Börsenhandelbarkeit ausdrückt und einer Liquiditätskomponente, die sich am Börsenumsatz bemisst, zusammensetzen:

#### Zuschlag auf Personengesellschaften im Vergleich zu Kapitalgesellschaften
Nach deutschem Handelsrecht gilt ein entgeltlich erworbener Geschäfts- oder Firmenwert als zeitlich begrenzt nutzbarer Vermögensgegenstand mit der Folge, dass er erfolgswirksam abzuschreiben ist (§ 246 Abs. 1 S. 4 HGB; § 253 Abs. 3 S. 4 HGB; steuerliche Abschreibung: § 7 Abs. 1 S. 3 EStG). Bei Kapitalgesellschaften vollzieht sich die Übernahme als so genannter Share Deal, dabei gehen die Eigenkapitaltitel auf den Käufer über. Die im Zielunternehmen vorhandenen Bilanzposten bleiben davon unberührt, da lediglich die Zugangsbewertung der Eigenkapitaltitel mit den Anschaffungskosten erfolgt (§ 247 Abs. 1 HGB) Demzufolge entsteht beim Share-Deal kein entgeltlich erworbener Geschäfts- oder Firmenwert im Sinne des Handelsrechts.
Die Übernahme von Personengesellschaften vollzieht sich als Asset Deal. Dabei gehen sämtliche Vermögensgegenstände und Schulden des Zielunternehmens einzeln auf das akquirierende Unternehmen über. Sofern im Übernahmezeitpunkt gilt: Kaufpreis > Vermögen - Schulden, entsteht ein entgeltlich (derivativer) erworbener Geschäfts- oder Firmenwert. Dadurch ergibt sich für eine zu bewertende Personengesellschaft im Vergleich zu Kapitalgesellschaften eine Abschreibungsquelle mit entsprechend positiver Steuerwirkung, die einen Zuschlag rechtfertigt. Die Überlegung gilt analog für einen Geschäfts- oder Firmenwert-Abschlag bei einer zu bewertenden Kapitalgesellschaft, die mit Personengesellschaften verglichen wird.

### Abschläge

#### Portfeuilleabschlag
Die Überlegung zum Portfeuilleabschlag wird am Grenzfall, dass das zu bewertenden Unternehmen ein Einproduktunternehmen ist, die Vergleichsgruppe jedoch aus diversifizierten Unternehmen besteht, deutlich. Diversifizierte Unternehmen können durch Bearbeitung weitere Geschäftsfelder zusätzlich Mehrwerte erzielen; dem Einproduktunternehmen bleiben diese vorenthalten. Diese nichtrealisierbaren Mehrwerte werden als Porteuilleabschlag ausgedrückt. Sofern ein Portfeuilleabschlag gerechtfertigt erscheint, könnte die Vergleichsunternehmensgruppe mangelhaft mit dem zu bewertenden Unternehmen vergleichbar sein. Die Unternehmensbewertung mithilfe von Multiplikatoren ist sonach fragwürdig. Besser wäre die Selektion von vergleichbaren Geschäftsfeldern aus der Vergleichsunternehmensgruppe. Problematisch ist, inwieweit ein Portfeuilleabschlag ohne die Prämisse der Vergleichbarkeit zu verletzen ansetzbar ist.

#### Small Cap Discount
Der Small Cap Discount (SCD) wird angesetzt, sofern der Marktführer Teil der Vergleichsunternehmensgruppe ist. Damit soll die nachrangige Marktstellung des zu bewertenden Unternehmens als Abschlag berücksichtigt werden. Der Small Cap Discount kann objektiviert werden, indem er an der Umsatzdifferenz zwischen Marktführer und zu bewertendem Unternehmen gewichtet mit dem Marktanteil des Marktführers relativ zur Vergleichsunternehmensgruppe in Relation zum Gesamtmarktumsatz bemessen wird:
{\displaystyle SCD={\frac {U^{MF}-U^{bU}}{\sum U^{VU}+U^{bU}}}\cdot \alpha ^{MF}\quad {\text{wobei}}\quad \alpha ^{MF}={\frac {U^{MF}}{\sum U^{VU}}}}
mit
{\displaystyle SCD} = Small Cap Discount
{\displaystyle U^{MF}} = Umsatz des Marktführers
{\displaystyle U^{bU}} = Umsatz des zu bewertenden Unternehmens
{\displaystyle U^{VU}} = Umsatz der Vergleichsunternehmen
{\displaystyle \alpha ^{MF}} = Marktanteil des Marktführers
Die Überlegung gilt analog für ein Small Cap Premium.

### Bedeutung von Wertkorrekturen in der Kaufpreisverhandlung
Wertkorrekturen als Zu- und Abschläge sind in Art und Höhe subjektiv, d. h. abhängig von den Verhandlungsparteien und ausgerichtet auf eine konkrete Verhandlungssituation. Sie sind Mittel, um den Kaufpreis dem jeweiligen Interesse gemäß zu erhöhen bzw. zu senken. In der Kaufpreisverhandlung kommt es darauf an, wie plausibel derartige Wertkorrekturen auf den Unternehmenswert argumentiert werden. Grundsätzlich wird der präsumtive Käufer/Verkäufer durch einen Zuschlag (Abschlag) in seiner Preisvorstellung benachteiligt, weswegen er das die Wertkorrektur begründende Argument zu entkräften suchen wird.

### Finaler Unternehmenswert
Unter Berücksichtigung der Zu- und Abschläge, sowie der unterschiedlichen Berechnungsweisen kann der endgültige Unternehmenswert nach der Multiplikatormethode folgendermaßen bestimmt werden:
{\displaystyle W_{f}^{bU}={\overline {M}}\cdot BG^{bU}+Z-A}
mit
{\displaystyle W_{f}^{bU}} = Finaler Wert des zu bewertenden Unternehmens
{\displaystyle BG^{bU}} = Bezugsgröße des zu bewertenden Unternehmens
{\displaystyle Z} = Zuschläge
{\displaystyle A} = Abschläge

## Verfahrensvarianten

### Variante der börsennotierten Vergleichsunternehmen
Die Variante der börsennotierten Vergleichsunternehmen ist ein einzelbewertungsorientiertes Verfahren. Bei dieser Variante wird die Marktkapitalisierung vergleichbarer Unternehmen als Bezugswert angesetzt. Die Marktkapitalisierung errechnet sich aus dem stichtagsbezogenen Börsenkurs multipliziert mit der Gesamtanzahl von Aktien:
{\displaystyle MK=K_{0}\cdot \sum _{i=1}^{n}A_{i}}
mit
{\displaystyle MK} = Marktkapitalisierung
{\displaystyle K_{0}} = Aktienkurs zum Stichtag {\displaystyle t=0}
{\displaystyle \sum A_{i}} = Anzahl aller Aktien
Für den Börsenwert ist eine hohe Liquidität an den Umschlagsplätzen nötig, um die Preisentscheidungen über möglichst viele Aktien von tendenziell vielen Anbietern und Nachfragern einbeziehen und somit die objektive Preisfindung des Marktes weitgehend aufgreifen zu können. Prinzipiell indizieren ein hoher Free-Float, eine hohe Anzahl von Preisfeststellungen pro Zeitspanne und ein hohes Handelsvolumen ausreichende Liquidität. Bedenklich ist die Folgerung auf den Unternehmenswert aufgrund der relativ geringen Anzahl von an der Preisbildung beteiligten Aktien; es wird unterstellt, dass sämtliche nicht an der Preisbildung beteiligten Aktien einen identischen Preis erzielten. Die Variante der börsennotierten Vergleichsunternehmen verstößt gegen das Prinzip der Gesamtbewertung; sie ist daher für die Ermittlung individueller Entscheidungswerte ungeeignet. Problematisch ist außerdem, dass Börsenkurse eine vergleichsweise hohe Volatilität aufgrund von Spekulationen, Herdentriebverhalten oder Panikreaktionen aufweisen. Dadurch wird unmittelbar der Wert des Multiplikators und mittelbar der Wert des zu bewertenden Unternehmens innerhalb kurzer Zeit stark beeinflusst. Dieser Effekt kann abgemildert werden, indem die Marktkapitalisierung über den Mittelwert bspw. Der Tages- oder Monatsschlusskurse berechnet wird. Die Marktkapitalisierung errechnet sich dann folgendermaßen:
{\displaystyle MK={\frac {1}{n}}\sum _{i=1}^{n}K_{i}^{\cdot }\sum _{j=1}^{k}A_{i}}
mit
{\displaystyle MK} = Marktkapitalisierung
{\displaystyle n} = Anzahl der Kursfeststellungen
{\displaystyle K} = festgestellter Kurs
{\displaystyle \sum A_{i}} = Anzahl aller Aktien

### Variante der kürzlichen Akquisition
Die Variante der kürzlichen Akquisition ist ein gesamtbewertungsorientiertes Verfahren, das auf historische Transaktionspreise über gesamte Unternehmen abstellt. Bei dieser Variante werden historische Transaktionspreise als Bezugswerte angesetzt. Problematisch ist die Erhebung einer ausreichenden Datenmenge über historische Transaktionen, um einen statistisch belastbaren Multiplikator zu berechnen. Hierfür ist ein geeigneter Datenbankzugang erforderlich. Sofern die Transaktionen in unterschiedlichen Marktzyklen angefallen sind, können sie gänzlich ungeeignet sein. Wurden historische Transaktionen etwa in einer Baisse-Phase getätigt, sind die Transaktionspreise relativ niedriger. Die Unternehmensbewertung mit diesen Daten in einer folgenden Hausse-Phase würde dann einen zyklisch fehlerhaften Wert produzieren.
Der Vorteil dieser Variante besteht darin, dass für die Gesamtheit der Eigenkapitaltitel ein Transaktionspreis vorliegt und damit die zuvor problematisierte Hochrechnung vom Wert des bruchstückhaften Eigentums auf den Wert des Gesamteigentums entfällt. Historische Kaufpreise von vergleichbaren Unternehmen beinhalten jedoch meist transaktionsspezifische Einflüsse etwa durch die relative Verhandlungsposition oder die individuellen Motive der Parteien. Dies führt oftmals zu höherwertigen Multiplikatoren. Die Wertübertragung im Sinne von Multiplikatoren aufgrund historischer Transaktionspreise ist demnach ohne weiteres fragwürdig. Auch relevant ist, ob der Kaufpreis zahlungswirksam oder durch Aktientausch abgegolten wurde. Der Aktientausch kann zu überhöhten Kaufpreisen führen, da Aktiengesellschaften junge Aktien vergleichsweise einfach emittieren können.

### Arten von Multiplikatoren

#### Multiplikatoren nach Zeitbezug

##### Vergangenheitsorientierter Multiplikator
Vergangenheitsorientierte Multiplikatoren basieren auf Istwerten der jeweiligen Bezugsgröße. Sie sind nur stichtagsbezogen aktuell. Demnach muss die Bewertung auf Basis vergangenheitsorientierter Multiplikatoren zeitnah, nachdem die Istbezugsgrößenausprägungen feststehen, erfolgen. Die Bezugsgrößenausprägungen können den Jahresabschlüssen der betreffenden Unternehmen entnommen werden; diese werden z. B. für bestimmte Gesellschaften im Bundesanzeiger publiziert.

##### Zukunftsbezogener Multiplikator
Zukunftsbezogene Multiplikatoren basieren auf Schätzungen zukünftiger Bezugsgrößenausprägungen durch Finanzmarktanalysten. Diese Einzelschätzungen werden als Konsensschätzung in Form eines Mittelwerts aggregiert. Zukunftsbezogene Multiplikatoren basieren ebenso auf Schätzungen zukünftiger Bezugsgrößenausprägungen. Diese Einzelschätzungen werden ebenfalls als Konsensschätzung in Form eines Mittelwerts aggregiert.

### Multiplikatoren nach Herkunft der Bezugswerte

#### Equity Value-Multiplikator
Zur Bildung von Equity Value-Multiplikatoren wird der Marktwert des Eigenkapitals als Bezugswert angesetzt. Für börsennotierte Aktiengesellschaften mit liquidem Markt ist die Marktkapitalisierung jederzeit aktuell aus dem Produkt aus Aktienanzahl und Aktienkurs berechenbar. Der Marktwert des Eigenkapitals stellt den Wert der Eigentumsrechte des Unternehmens aus Sicht der Marktteilnehmer dar. Dieser Eigentümerbezug kann in einem Multiplikator nur dann konsistent beibehalten werden, wenn die gewählte Bezugsgröße ausschließlich den Eigentümern zusteht. Es muss sich folglich stets um eine Ergebnisgröße nach Zinsen und Steuern handeln. Ein Equity Value Multiplikator hat folgende Form:
{\displaystyle M={\frac {MW(EK)^{VU}}{BG^{VU}}}}
mit
{\displaystyle M} = Multiplikator
{\displaystyle MW(EK)^{VU}} = Marktwert des Eigenkapitals von Vergleichsunternehmen
{\displaystyle BG^{VU}} = Bezugsgröße von Vergleichsunternehmen

#### Enterprise Value-Multiplikator
Der Enterprise Value stellt den Wert des gesamten operativen Geschäfts eines Unternehmens dar. Es handelt sich um den Wert eines Unternehmens aus Eigen- und Fremdkapitalgebersicht. Der Enterprise Value erweitert den Wert aus Sicht der Eigenkapitalgeber um den Wert aus Fremdkapitalgeberperspektive. Die Bezugsgröße muss diesen Umstand widerspiegeln, um den Multiplikator konsistent zu halten. Demnach darf der Enterprise Value nur in Relation zu Bezugsgrößen vor Zinsen und Steuern gesetzt werden. Der Enterprise Value hat folgende Form:
{\displaystyle M={\frac {EV^{VU}}{BG^{VU}}}}
mit
{\displaystyle M} = Multiplikator
{\displaystyle EV^{VU}} = Enterprise Value von Vergleichsunternehmen
{\displaystyle BG^{VU}} = Bezugsgröße von Vergleichsunternehmen

### Multiplikatoren nach Eigenart des Marktes

#### Börsenpreismultiplikator
Diese Multiplikatoren werden auf Basis der täglich für kleinere Aktienmengen gebildeten Börsenpreise berechnet. Da an Börsen der Marktwert für Eigenkapitalansprüche zustande kommt, handelt es sich um einen Equity Value-Multiplikator. Ein Börsenpreismultiplikator setzt die Marktkapitalisierung in Beziehung zu einer Bezugsgröße nach Zinsen und Steuern:
{\displaystyle M={\frac {MK^{VU}}{BG^{VU}}}}
mit
{\displaystyle M} = Multiplikator
{\displaystyle MK^{VU}} = Marktkapitalisierung von Vergleichsunternehmen
{\displaystyle BG^{VU}} = Bezugsgröße von Vergleichsunternehmen
Ein Vorteil liegt in der jederzeitigen Verfügbarkeit aktueller Aktienkurse. Weiterhin sind für die in Betracht eines Börsenpreismultiplikators kommenden Unternehmen vergleichsweise viele Informationen verfügbar. Nach deutschem Handelsrecht gelten kapitalmarktorientierte Kapitalgesellschaften stets als große Kapitalgesellschaften mit der Folge, dass sie ein erweiterndes Bilanzgliederungsschema für ihren Jahresabschluss anwenden bzw. nach den in § 315e HGB genannten IFRS bilanzieren müssen. Abschlüsse nach IFRS sind wegen ihres Fokus‘ auf Information der Investoren besonders geeignet.

#### Merger and Aquisition-Multiplikator
M&A Multiplikatoren basieren auf historischen Preisen von M&A-Transaktionen. In der Praxis werden mit M&A Multiplikatoren meist kleine Unternehmen wie Handwerksbetriebe, Arztpraxen oder Wirtschaftsprüferkanzleien bewertet. Ein M&A Multiplikator hat folgende Form:
{\displaystyle M={\frac {{\text{historischer Transaktionspreis}}^{VU}}{BG^{VU}}}}

### Tendenzaussagen über Multiplikatoren
Multiplikatoren können sich auf Bilanzgrößen, Größen der Gewinn- und Verlustrechnung, Größen der Kapitalflussrechnung und auf nichtfinanzielle Größen beziehen. Tendenziell sind Größen, die primär aus Cash-Komponenten bestehen relativ robust, da die Abhängigkeit von Bewertungsspielräumen bzw. Rechnungslegungsvorschriften relativ gering ist. Mit fortschreitender Berechnung des Jahresüberschuss‘ ausgehend vom Umsatz vergrößert sich der Bewertungsfreiraum, sodass „umsatzferne“ Größen tendenziell stärker von bilanzpolitischen bzw. gesetzgeberischen Erwägungen verzerrt sein können. Die robusten „umsatznahen“ Bezugsgrößen unterstellen bezüglich aller anderen Einflussgrößen, die nicht in dieser Bezugsgröße enthalten sind, zwischen den Unternehmen sonst gleiche Bedingungen. Damit wird weitgehend die bewertungsrelevante Realität negiert. Insofern besteht hier ein Konflikt. Gemäß einer Studie von Liu/Nissim/Thomas verringern Rechnungslegungsgrößen gegenüber Cashflow-Größen die Differenz zwischen tatsächlichem und prognostizierten Preis; sonach eignen sie sich besser zur Bildung von Multiplikatoren.

### Beispiele für Multiplikatoren auf Basis von Bilanzgrößen

#### Kurs-Buchwert-Verhältnis
Das Kurs-Buchwert-Verhältnis (KBV) ist ein Equity-Value Multiplikator. Es setzt das bilanzielle Eigenkapital ins Verhältnis zur Marktkapitalisierung:
{\displaystyle KBV={\frac {MK^{VU}}{{\text{bilanzielles }}EK^{VU}}}}
mit
{\displaystyle KBV} = Kurs-Buchwert-Verhältnis
{\displaystyle MK^{VU}} = Marktkapitalisierung von Vergleichsunternehmen
Das KBV ist eine reine Substanzwertbetrachtung; es wird durch den Verschuldungsgrad stark beeinflusst. Das KBV eignet sich zur Bestimmung des Vermögensstatus‘ eines Unternehmens. Im Zeitreihenvergleich bildet es unter anderem Trends in der Bilanz- und Ausschüttungspolitik ab. Wegen des strengen Vergangenheitsbezugs eignet es sich nicht für Rückschlüssen auf die zukünftige Ertragskraft.

#### Verschuldungsgrad
Der Verschuldungsgrad setzt das bilanzielle Fremdkapital ins Verhältnis zum bilanziellen Eigenkapital. Der Verschuldungsgrad-Multiplikator ist sonach:
{\displaystyle M={\frac {{\text{bilanzielles }}FK^{VU}}{{\text{bilanzielles }}EK^{VU}}}}
Damit kann das Risiko der Finanzierungsstruktur des zu bewertenden Unternehmens und der Vergleichsgruppe bewertet werden. Ein hoher Verschuldungsgrad indiziert einen relativ geringen Anteil des Eigenkapitals am Gesamtkapital. Das Eigenkapital stellt das Verlustauffangpotenzial eines Unternehmens dar. Sofern dieses entsprechend klein ist, kann eine unerwartete Reduktion des Cashflows, etwa durch Absatzstockungen, relativ schnell zu Einschränkungen der Kapitaldienstfähigkeit führen. Ob grundsätzlich ein erhöhtes Risiko des zu bewertenden Unternehmens hinsichtlich der Finanzierungsstruktur bestehen könnte, kann mithilfe des Verschuldungsgrad-Multiplikators folgendermaßen ermittelt werden:
{\displaystyle {\frac {{\text{bilanzielles }}FK^{VU}}{{\text{bilanzielles }}EK^{VU}}}\cdot EK_{\text{bilanziell}}^{bU}-FK_{\text{bilanziell}}^{bU}<0}
Diese Berechnung prüft, ob das zu bewertende Unternehmen gemessen am Eigenkapital relativ mehr Fremdkapital, als die Vergleichsunternehmensgruppe hält. Bei dieser Risikoprüfung muss zugleich die Fristigkeit der Fremdkapitalposten, sowie die Liquidität untersucht werden. Sofern das zu bewertende Unternehmen einen relativ höheren Bestand an Cash bzw. liquiditätsnahen Aktiva als die Vergleichsunternehmen aufweist, ist ein höherer Fremdkapitalbestand zunächst unbedenklich.

### Beispiele für Multiplikatoren auf Basis von Größen der Gewinn- und Verlustrechnung

#### Enterprise Value-Umsatz-Verhältnis
Das Enterprise Value-Umsatz-Verhältnis (EV/U) setzt den Wert des operativen Geschäfts in Beziehung zum Umsatz. Als Multiplikator hat das EV/U-Verhältnis folgende Form:
{\displaystyle M={\frac {EV^{VU}}{U^{VU}}}}
mit
{\displaystyle M} = Multiplikator
{\displaystyle EV^{VU}} = Enterprise Value von Vergleichsunternehmen
{\displaystyle U^{VU}} = Umsatz von Vergleichsunternehmen
Der Umsatz ist diejenige Größe in der Gewinn- und Verlustrechnung, die am wenigsten empfindlich gegenüber Bewertungsspielräumen sowie Unterschieden zwischen Rechnungslegungsvorschriften ist. Damit ist der EV/U-Multiplikator vergleichsweise robust. Problematisch bleiben der Umsatzrealisationszeitpunkt und die Frage, was als Umsatz gelten soll. Prinzipiell sind Umsätze verschiedener Unternehmen nur bei identischen Rechnungslegungsvorschriften vergleichbar. Die Eignung von Einzelabschlüssen von Konzernunternehmen ist für Multiplikatoren aufgrund verzerrender interner Leistungsverflechtungen fraglich. Bei umsatzbasierten Multiplikatoren ist generell nachteilig, dass sie die Ertragskraft des Unternehmens unbeachtet lassen. Weiterhin bleiben unterschiedlich hohe Margen der Vergleichsunternehmen und des zu bewertenden Unternehmens unberücksichtigt. Dafür ist der EV/U-Multiplikator auch anwendbar, wenn das zu bewertenden Unternehmen Verluste schreibt.

#### Enterprise Value–EBIT-Verhältnis
Das Enterprise Value–EBIT-Verhältnis (EV/EBIT) setzt den Wert des operativen Geschäfts in Relation zum Gewinn vor Zinsen und Steuern. Als Multiplikator hat das EV/EBIT-Verhältnis nachstehende Form:
{\displaystyle M={\frac {EV^{VU}}{EBIT^{VU}}}}
mit
{\displaystyle M} = Multiplikator
{\displaystyle EV^{VU}} = Enterprise Value von Vergleichsunternehmen
{\displaystyle EBIT^{VU}} = Earnings before Interests and Taxes von Vergleichsunternehmen
Der EV/EBIT-Multiplikator ist der am häufigsten verwendete Enterprise Value-Multiplikator. Demnach eignet er sich besonders zur Prognose des wahrscheinlichen Verhaltens anderer Marktteilnehmer. Der EV/EBIT-Multiplikator berücksichtigt Unterschiede hinsichtlich Kapitalintensität und Ertragskraft. Er ist anfällig gegenüber Verfälschungen durch unterschiedliche Abschreibungsverfahren.

#### Kurs-Gewinn-Verhältnis
Das Kurs-Gewinn-Verhältnis (KGV) setzt die Marktkapitalisierung ins Verhältnis zum Gewinn nach Steuern (Jahresüberschuss). Als Multiplikator hat das KGV folgende Form:
{\displaystyle M={\frac {MK^{VU}}{EAT^{VU}}}}
mit
{\displaystyle M} = Multiplikator
{\displaystyle MK^{VU}} = Marktkapitalisierung von Vergleichsunternehmen
{\displaystyle EAT^{VU}} = Jahresüberschuss von Vergleichsunternehmen (EAT = Earnings after Taxes)
Das KGV ist in der Praxis der gebräuchlichste Ertragsmultiplikator. Das KGV kann als die Anzahl der Perioden interpretiert werden, die es dauert, bis ein Investor sein investiertes Kapital von auf Unternehmensebene versteuerten Gewinnen zurückerhalten könnte. Die Unternehmensbewertung aufgrund des KGV ist besonders problematisch, da etwa das Zinsergebnis von der Zinspolitik des jeweiligen Währungsraumes abhängt. Weiterhin ergeben sich Verzerrungen aufgrund der Bonität, die wiederum u. a. von der Kapitalstruktur abhängt. Überdies sind Unternehmen, die in verschiedenen Staaten belegen sind, aufgrund der nationalen Steuerregimes schwer über das KGV vergleichbar. Sofern ein Unternehmen Verlustvorträge aus Vorperioden mit Gewinnen der Betrachtungsperiode verrechnen kann, zahlt es keine Ertragssteuern; ein Vergleich müsste dann unter Einbeziehung eines fiktiven Nachsteuerergebnis' stattfinden.

## Konzeptionelle Schwächen

### Mangelnde Differenzierung zwischen Wert und Preis
Die Multiplikatormethode schließt aufgrund der am Markt gebildeten Preisen von vergleichbaren Unternehmen auf den Wert eines zu bewertenden Unternehmens. Die Identität von Wert und Preis trifft auf unvollkommenen Märkten jedoch nur auf den Grenzanbieter und Grenznachfrager zu. Für alle anderen Anbieter und Nachfrager muss der Marktpreis unterhalb des individuellen Werts liegen, da sie sonst nicht zu einer Transaktion bereit wären. Demnach sind in Marktpreisen nur ein Teil der Unternehmenswerte repräsentiert. Der mithilfe von Multiplikatoren ermittelte Unternehmenswert ist damit stets zu niedrig.

### Annahme der Proportionalität von Bezugsgröße und Unternehmenswert
Die Multiplikatormethode unterstellt, dass sich Bezugswert und Bezugsgröße eines Unternehmens linear verhielten. Diese Annahme ist zweifelhaft und theoretisch nicht fundiert. Sie setzt implizit voraus, dass sämtliche Marktteilnehmer ein identisches und konstantes Austauschverhältnis zwischen ihrer Werteinschätzung und der betrachteten Bezugsgröße hätten. Weiterhin dürften sämtliche Marktteilnehmer nur eine Bezugsgröße entscheidungsabhängig machen. Dies ist besonders bedenklich, da die Unternehmensbewertung mit Multiplikatoren zentral auf dieser Proportionalitätsannahme beruht.

### Inkonsistente Anwendung des Objektivitätsprinzips durch Zu- und Abschläge
Die Multiplikatormethode produziert als marktorientiertes Bewertungsverfahren objektive Unternehmenswerte. Dieses Prinzip wird durch den Ansatz von Wertkorrekturen in das Subjektivitätsprinzip verkehrt. Die Zu- und Abschläge liegen im Ermessen des Bewertenden bzw. sind Ergebnis einer konkreten Kaufpreisverhandlung, die unter anderem durch relative Verhandlungspositionen, subjektabhängige Absichten, sowie individuelle Konzessionsgrenzen der präsumtiven Parteien beeinflusst werden. Bereits die Auswahl der Vergleichsunternehmen durch den Bewertenden stellt eine Durchbrechung des Objektivitätsprinzips dar. Dies ist jedoch weniger problematisch, da die Vergleichbarkeitsprüfung zumindest intersubjektiv nachvollziehbar sein kann. Problematisch ist die Auswahl der Bezugsgrößen, da diese von den Präferenzen des Bewertenden abhängen. So ist für einen Pharmakonzern z. B. das Synergiepotenzial der Forschungs- und Entwicklungsaktivitäten eines zu bewertenden Unternehmens mutmaßlich besonders relevant, für einen Aktienfonds hingegen etwa die Dividendenrendite.

### Fehlender Entscheidungswert
Die Multiplikatormethode ist zur Ermittlung des eigenen Entscheidungswerts ungeeignet, da der Bezug zum Zielsystem und Entscheidungsfeld des Entscheidungssubjekts fehlt. Die Preisschätzung des Marktes ermöglicht keinen Rückschluss auf die individuellen Grenzpreise der präsumtiven Parteien. Der Entscheidungswert ist das Ergebnis eines Kalküls mit den Größen Wert und Preis, zwischen denen jedes Entscheidungssubjekt individuell abwägt. Demnach sind Unternehmenswerte auf Basis der Multiplikatormethode wegen fehlendem Subjektbezug entscheidungsirrelevant.

### Manipulationsanfälligkeit
Je nach Auswahl von unter anderem Bezugsgröße, Bewertungsstichtag, Vergleichsunternehmen, Gewichtungsfaktor etc., kann die Multiplikatormethode stark schwankende Unternehmenswerte produzieren. Dem Bewertenden, der mittels Multiplikatoren versucht seine Kaufpreisvorstellung in einer Verhandlung zu argumentieren hat damit viele potenzielle Ansatzstellen, um den Unternehmenswert in seinem Sinne zu beeinflussen. Hinsichtlich der zunächst plausiblen Objektivität von Multiplikatoren, liegt hier ein Prinzipal-Agent-Konflikt verborgen. Der Bewertende handelt nach dem Grundsatz des rationalen Handelns; demgemäß ermittelt er den Unternehmenswert so, dass er möglichst weit von seiner eigenen Konzessionsgrenze entfernt liegt, zugleich wird er dies mithilfe des Arguments der Marktobjektivität leugnen. Der Bewertungsempfänger akzeptiert möglicherweise diesen Unternehmenswert als Marktpreisschätzung. Damit liegt Informationsasymmetrie zum Nachteil des Bewertungsempfängers vor.
Ergebnisse aufgrund von Multiplikatoren müssen hinsichtlich ihrer Komponente Bezugswert und Bezugsgröße, sowie den Rahmenbedingungen interpretiert werden. So können beispielsweise differierende Unternehmenswerte bei Anwendung eines Umsatz- und EBIT-Multiplikators infolge unterschiedlicher Umsatzrenditen zwischen dem zu bewertenden Unternehmen und der Vergleichsgruppe auftreten.